# Noord-Afrika

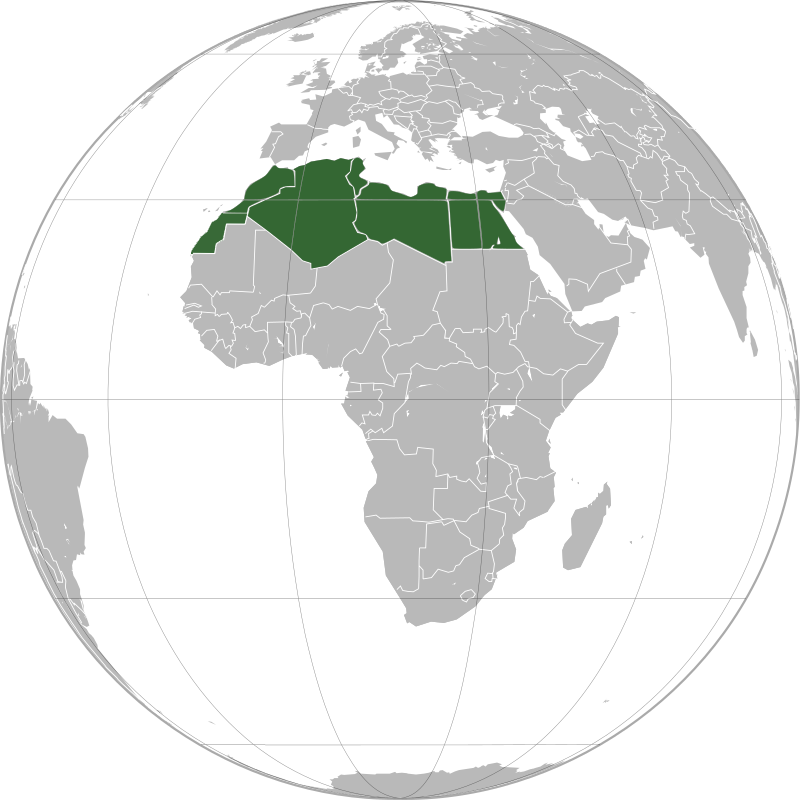
Noord-Afrika

Noord-Afrika is het gedeelte van het Afrikaanse continent ten noorden van de Sahara.
De volgende landen worden tot Noord-Afrika gerekend:
- Algerije
- Egypte
- Libië
- Marokko
- Soedan
- Tunesië
- Westelijke Sahara/SADR (betwist)

De volgende gebieden kunnen ook tot Noord-Afrika worden gerekend:
- Canarische Eilanden
- Madeira
- Pantelleria
- Pelagische Eilanden
- Plazas de soberanía

De landen van dit deel van het continent worden tot de MENA gerekend en zijn lid van de Arabische Liga.
Het Noord-Afrikaanse kustgebied werd vroeger door Europeanen Barbarije genoemd, naar het daar levende Berbervolk.